# Romersk valuta
Romersk valuta bestod i størstedelen af Roms historie af mønter slået i guld, sølv, bronze, orikalkum og kobber. Fra introduktionen i republikken i 200-tallet f.v.t., og langt ind i kejsertiden undergik den romerske valuta mange forandringer i from, møntbetegnelse og komposition. En gennemgående ting var inflationsnedskæring og erstatningen af mønter igennem århundrederne. Blandt eksemplerne er de reformer som Diocletian igangsatte. Denne tendens fortsatte i Det Byzantinske Rige og deres valuta.
Som følge af rigets økonomiske magt og den lange periode, hvor den eksisterede, blev romersk valuta brugt i store dele af det vestlige Eurasien og Nordafrika fra antikken og ind i middelalderen. Det tjente som forbillede for valutasystemer i muslimske kalifater, og i europæiske stater i middelalderen go moderne tid. Romerske møntnavne overlever i dag i mange landet bl.a. de arabiske dinar (fra denarius), og det britiske pund og mexikanske peso (begge oversættelser af det romerske libra).